# Passo San Antonio
Der Passo San Antonio (1489 m) liegt südlich der Karnischen Alpen südöstlich des Kreuzbergpasses an der italienischen Bundesstraße ss532.
Talorte sind Pàdola im Val Pàdola im Norden und Sta. Caterina im Süden.
Die Streckenlänge beträgt 17 km, zu bewältigender Höhenunterschied 614 m.
Wintersperre von November bis März.
Der Pass ist nur schwach frequentiert und daher nicht in allen Straßenkarten zu finden.
Des Weiteren gibt es einen gleichnamigen italienischen Pass an der SP8 östlich des Lago Maggiore. Er führt von Vararo aus Richtung Nordost und verzweigt dann nach Arcumggia bzw. nach Ponticello. Der Pass ist sehr eng (Fahrbahnbreite unter 3 m).

## Galerie

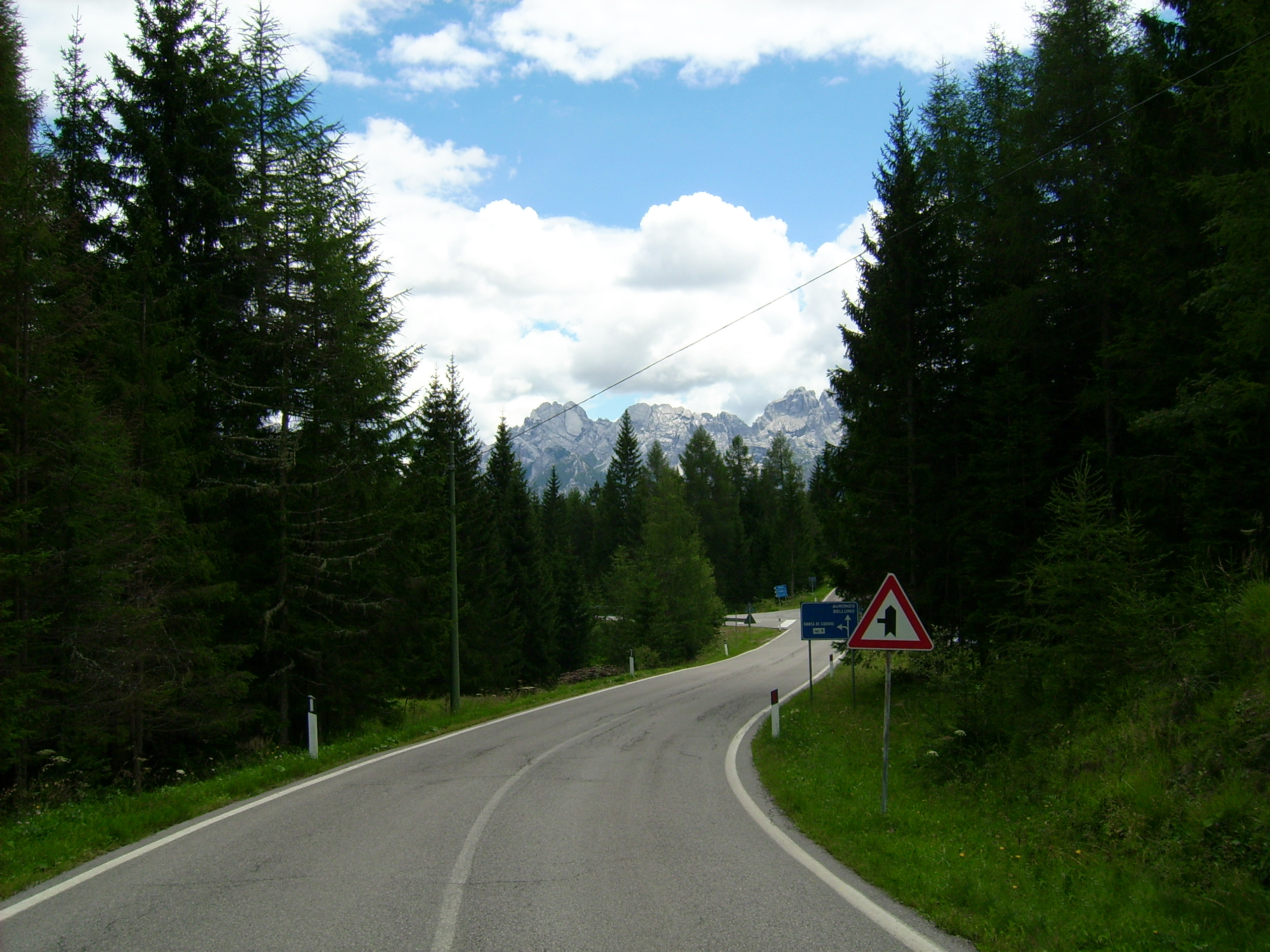
Passo San Antonio Blick in südlicher Richtung.
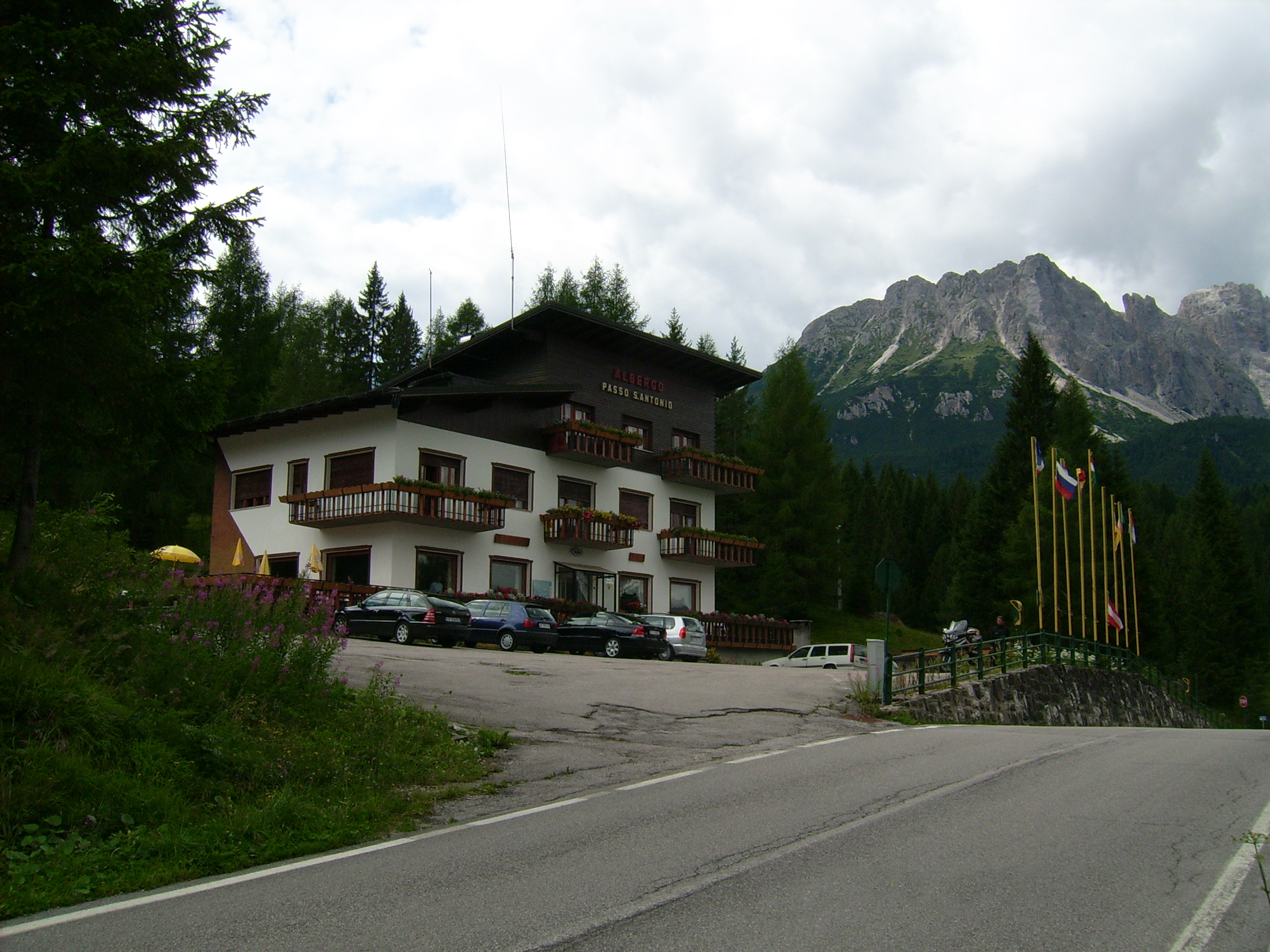
Passo San Antonio Wirtshaus auf der Passhöhe.
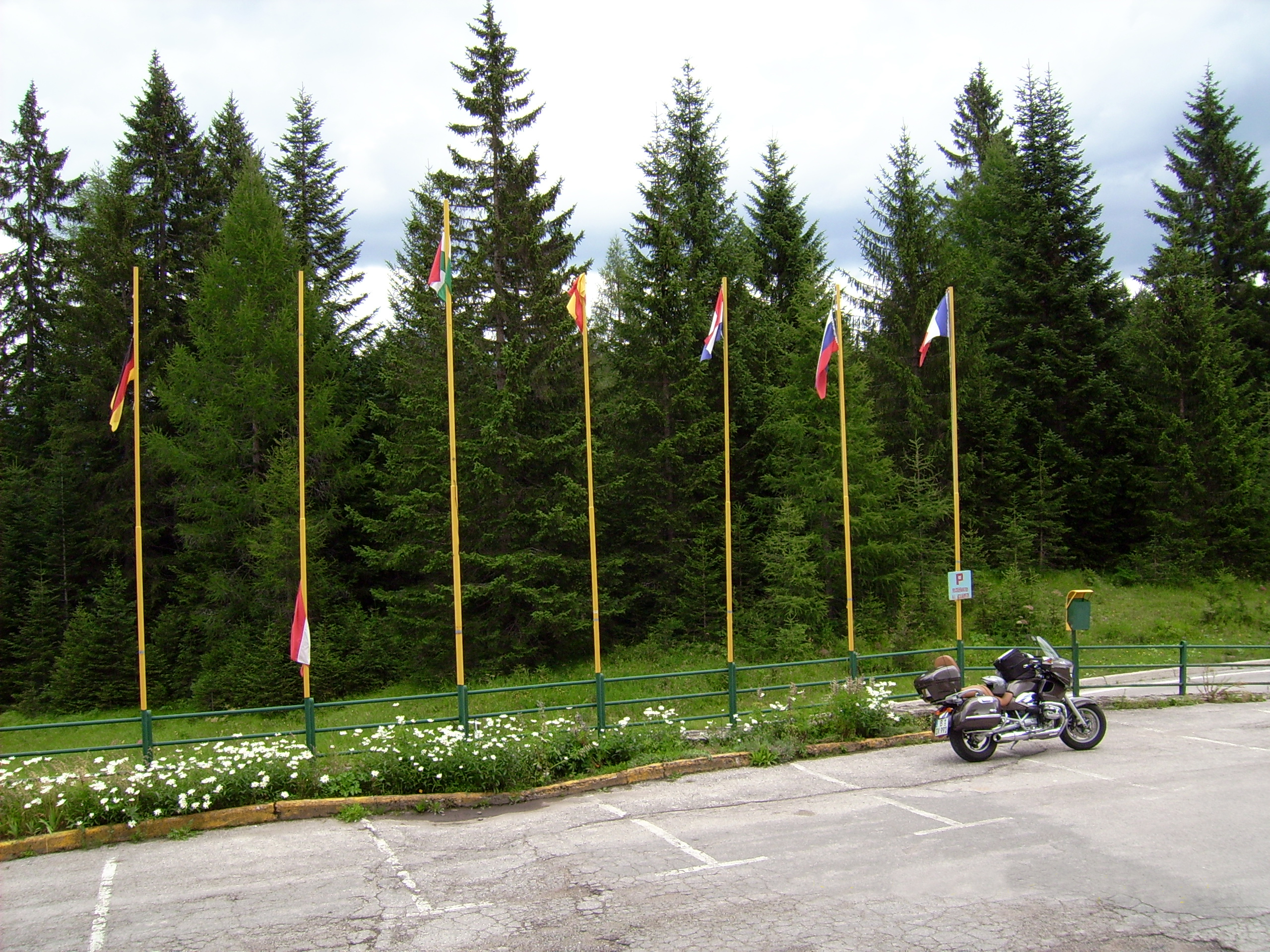
Passo San Antonio Parkplatz vom Wirtshaus auf der Passhöhe.